# Grote of Onze-Lieve-Vrouwekerk (Veere)

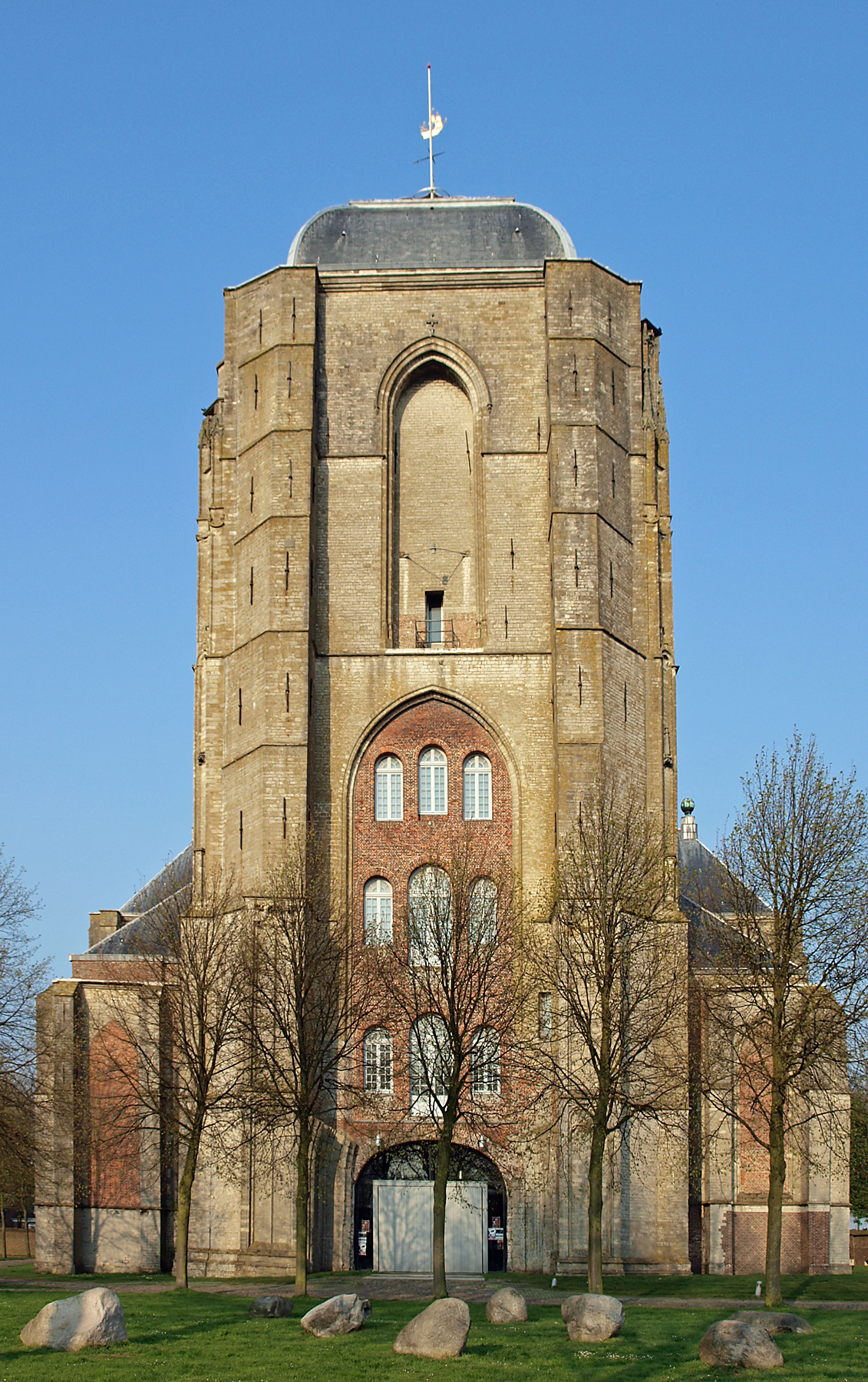
Westgevel Grote Kerk Veere

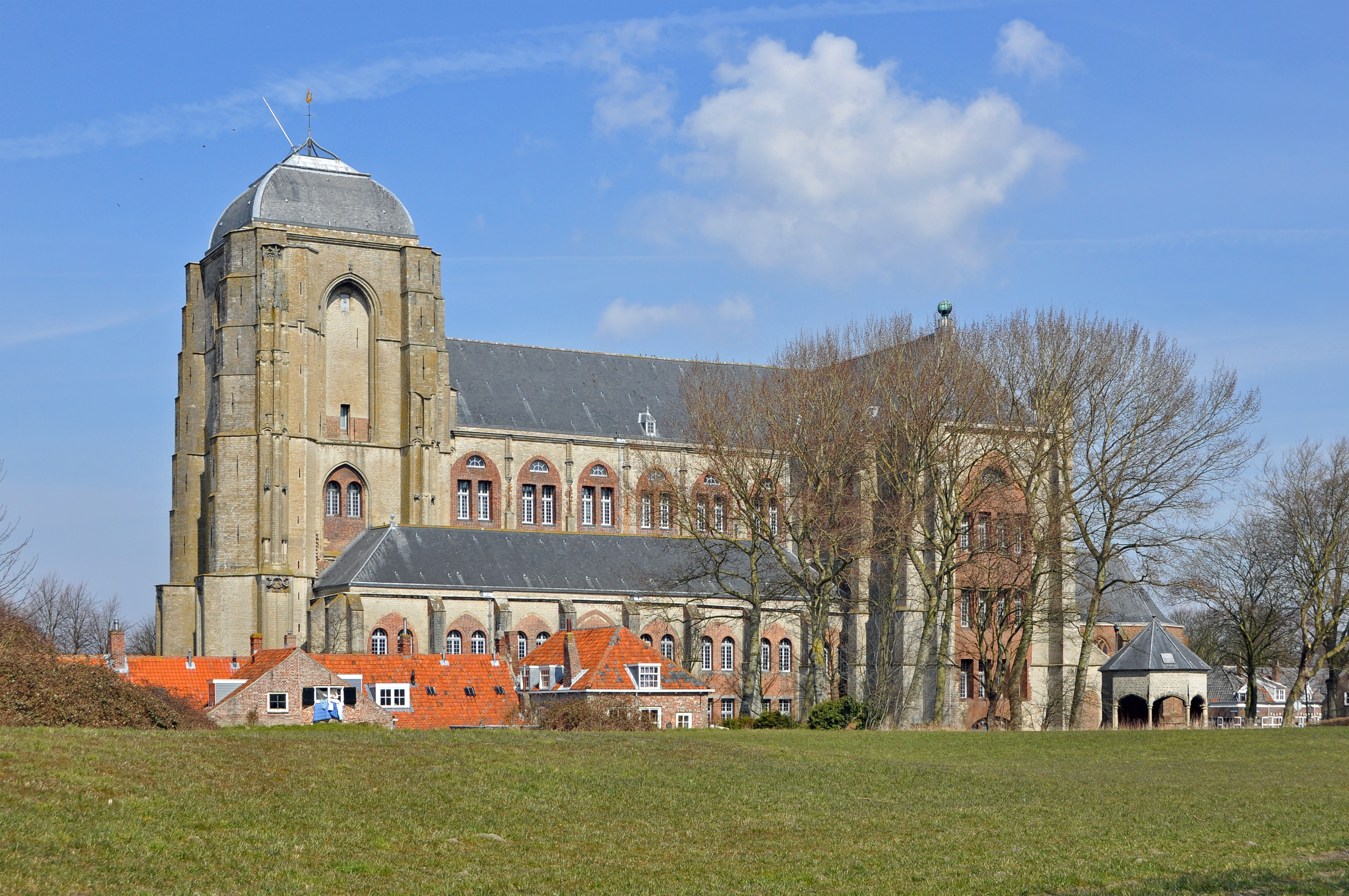
Aanzicht vanuit het zuiden

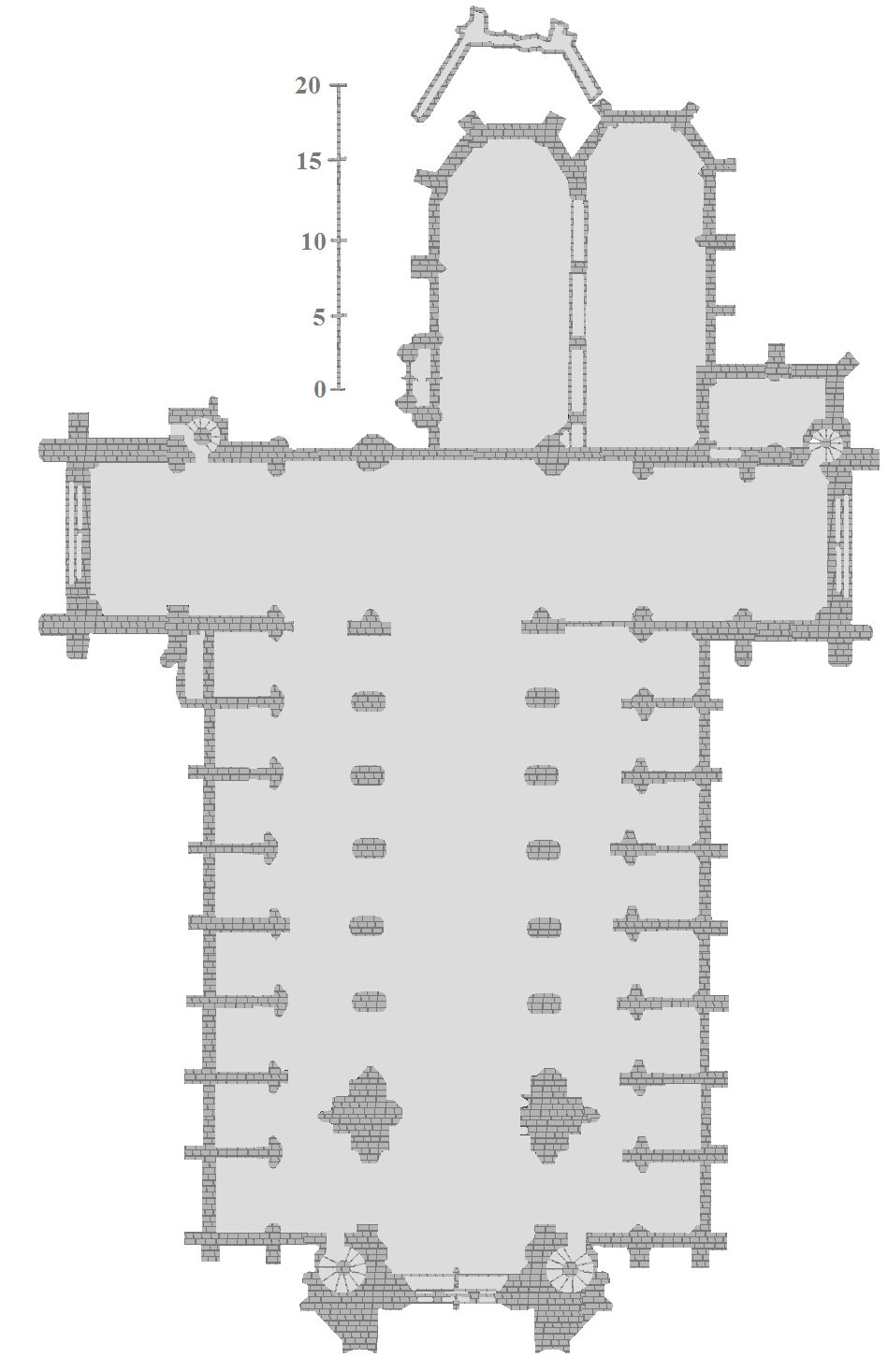
Plattegrond 2008, bovenaan het oorspronkelijk driebeukige koor

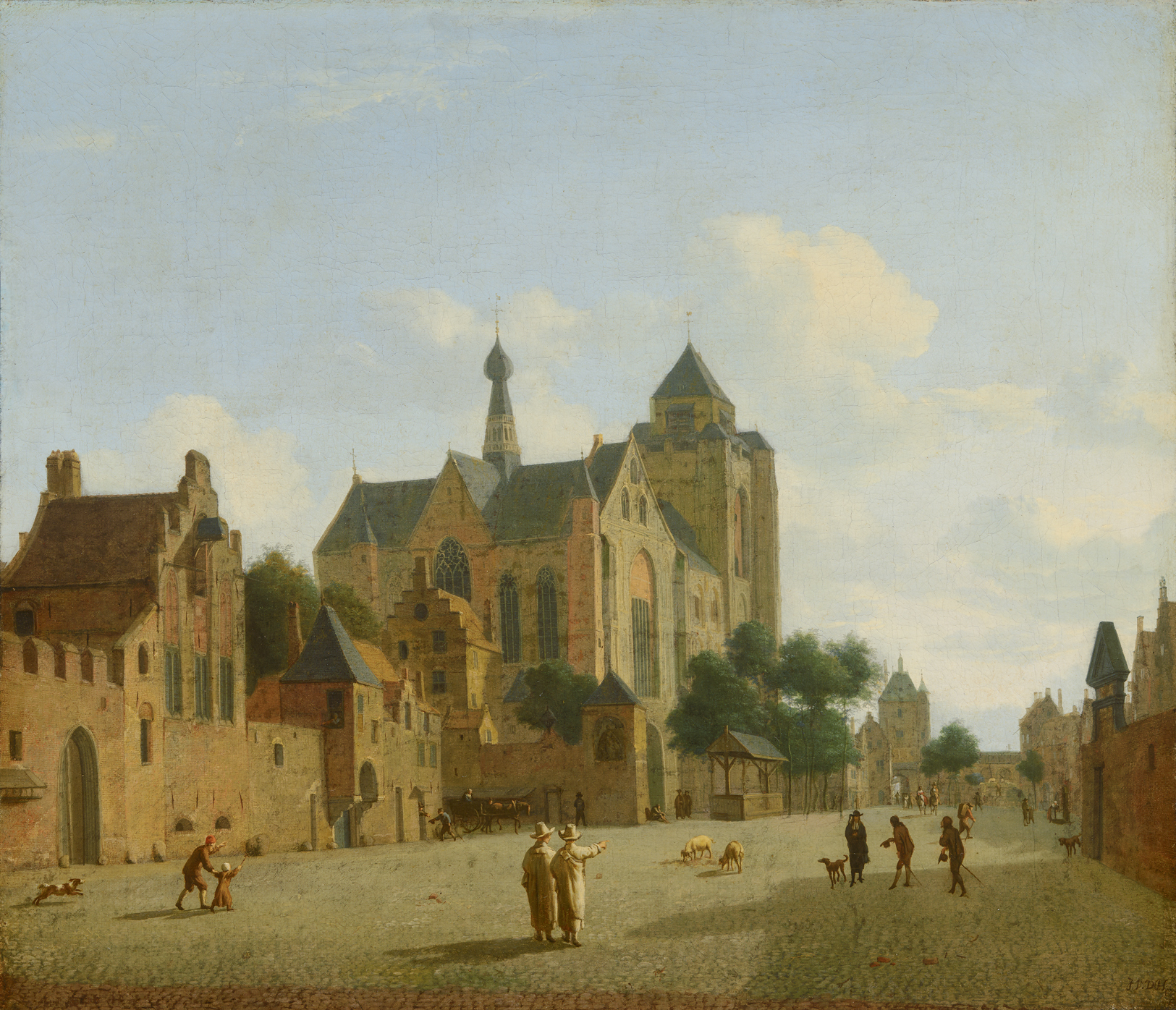
Jan van der Heyden; De kerk van Veere in een fantasiedecor. De kerk is gedetailleerd weergegeven in de staat van vóór de brand van 1686.

De Grote of Onze-Lieve-Vrouwekerk is een laatgotische kruisbasiliek in de Zeeuwse stad Veere.

## Geschiedenis

### De bouw van de kerk
De in 1342 gestichte kerk was gewijd aan Onze-Lieve-Vrouwe ter Sneeuw en werd in 1472 onder Wolfert V van Borselen een kapittelkerk, bestaande uit twintig kanunniken. Naast deze koorheren waren er vijf kapelaans, een Cantor en drie koorzangers aan de parochie verbonden. De nieuwbouw werd vanaf 1479 geleid door de Vlaamse bouwmeester Antoon I Keldermans. Na diens dood in 1512 nam zijn zoon Rombout die taak over. Onder hem komt de torenvoet tot stand.
Na 1520 werden de Heer van Veere en zijn familieleden niet langer in de kapel van kasteel Sandenburgh maar in een grafkelder in de Grote Kerk begraven. De kerk moet tal van graven hebben bevat, waaronder ook dat van de in 1465 gestorven Schotse koningsdochter Maria Stuart, die gehuwd was met Wolfert VI van Borsele en daardoor markiezin van Veere. Priesters werden in een priestergraf in het koor begraven en voor wie genoeg geld bezat werd een graf of een grafkelder onder de vloer van de kerk gereserveerd. De graven waren een belangrijke bron van inkomsten voor de kerk. Voor anderen waren er graven op het kerkhof rond de kerk.
Na 1521 werden alle bouwactiviteiten gestaakt: zodoende kwam het geplande stenen netgewelf niet tot stand: de kerk hield een houten zoldering. De zware, ingebouwde westtoren bleef bij één geleding steken. De kerk werd luisterrijk ingericht en in 1543 door George van Egmont, Bisschop van Utrecht gewijd.

### De kerk van de Nederduits Hervormde Gemeente in Veere
De kerk werd in 1572 voor de protestantse eredienst ingericht. Jan van Miggrode, de voormalige pastoor, werd in 1572 de eerste predikant. De hervormden lieten een muur tussen schip en transept bouwen. Zij hielden immers geen processies binnen de kerk en verzamelden zich rond een nieuwe preekstoel in de middenbeuk.
Omdat de reusachtige kerk voor het kleine Veere veel te groot was, werd het gebouw opgedeeld. Schip en transept werden in het vervolg de "Grote Kerk" genoemd. Het transept en de zijbeuken met de nu ontmantelde gildekapellen werden wandelkerk zonder religieuze functie. De begrafenissen onder de vloer zullen zijn doorgegaan en veel geld hebben opgebracht voor de kerkmeesters. De middenbeuk werd de zondagse preekkerk: daar stonden kerkbanken rond een preekstoel.
De 'Kleine Kerk' in het koor werd in drie delen opgesplitst: de noordbeuk werd verhuurd als opslagplaats van de handelsgoederen in afwachting van een Schotse voorganger. De protestantse Schotten kregen na 1613 een dominee en een eigen afgescheiden gebedsruimte. De Franstalige Waals-gereformeerden kerkten op zondag in de Kleine Kerk. Iedere middag in de week was daar een middagdienst van de Nederduits Hervormde Gemeente. De lutheranen kwamen bijeen in de derde beuk van de Kleine Kerk.
De kerkschatten zijn grotendeels verloren gegaan. Ten tijde van de reformatie bevatte de inventaris koperen wijwatervaten, koperen kandelaars, zilveren kandelaars (alleen op hoogtijdagen in gebruik), een twintiglichts ijzeren kroon, kroonluchters, gildekapellen, biechtstoelen, wijdingskruisen, een koperen koorhek, een aan Maria gewijd hoofdaltaar van marmer met beelden van knielende engelen, een kooraltaar met een relikwie van de H. Perpetuus van Milaan in een zilveren reliekschrijn in de vorm van zijn schedel en een geschilderd drieluik door Anthonis Janszoon van der Goude. Van al deze roomse versieringen is vrijwel niets bewaard gebleven. Het zilver en het liturgisch vaatwerk van de kerk werd in 1572 in Dordrecht verkocht. De kroonluchters werden aan de Sint-Catharinakerk in Brussel verkocht waar zij ook nu nog hangen. Het koorhek werd verwijderd. De roomse geestelijken moesten, voor zover zij niet protestants werden, vluchten naar de Zuidelijke Nederlanden.
Rond de Grote Kerk ontstonden drie kerkhoven. De Schotten begroeven hun lijken onder de vloer van hun kapel, die de bijnaam "Schotse Saal" kreeg of op het kerkhof dat daarom ook wel Schotse Kerkhof werd genoemd. Het kerkhof was ommuurd om te voorkomen dat de varkens die in die tijd nog los in de stad mochten rondlopen de graven zouden omwoelen.
Op 25 mei 1686 woedde een grote brand in het schip van de kerk. Onvoorzichtige loodgieters veroorzaakten brand en de gehele kap van de kerk werd verwoest. Ook de vieringtoren boven de kruising en de vierkante houten torenopbouw met de daaronder hangende klokken gingen verloren. De brandende balken storten neer op de kerkvloer. Grafstenen en monumenten gingen daarbij verloren. De daken werden daarop zo eenvoudig mogelijk hersteld. Men sloopte de spitse opbouw van het koor om een eenvoudiger en platte dakconstructie te kunnen timmeren.
In 1795 vervielen alle rechten van de Schotse kolonie in Veere. Hun kerk verdween en de noordelijke beuk werd in 1799 bij die van de lutheranen gevoegd.

### De Grote Kerk in de Franse tijd
In 1800 ontstond veel schade aan de kerk door een zware storm. In 1809 werd de kerk gebombardeerd door de Britse vloot. De Britten wilden het strategisch belangrijke Walcheren veroveren en zij slaagden er op 2 augustus 1809 in om het door Napoleon extra gefortificeerde Veere in handen te krijgen na een twee dagen durend bombardement in de Slag bij Veere.
In 1809 namen de Engelsen het leegstaande schip van de kerk in gebruik als noodhospitaal. Na de Engelse invasie liepen duizenden Britse soldaten Zeeuwse koortsen op, een vorm van malaria. Er stierven in de kerk zes tot acht zieken per dag, uiteindelijk moesten de Engelsen zich door deze epidemie terugtrekken uit Zeeland. Toen de Fransen Veere weer in bezit hadden richtten zij de kerk definitief in als hospitaal. Er werden vier houten verdiepingen aangebracht. Bij de inrichting tot hospitaal verwijderden de Fransen het triforium en metselden de ramen dicht. De begane grond werd stalling voor paarden. Op de toren werd op 14 oktober 1810 een optische telegraaf geïnstalleerd. Het kerkhof werd ontdaan van grafstenen om er een wandeltuin van te maken, er kwamen bomen en paden. In een halfronde kring achter het koor werden achttien banken geplaatst. In 1813 werden de vele graven en grafkelders waarin vooraanstaande inwoners van Veere onder de vloer van de kerk lagen begraven door Franse militairen leeggehaald. Ook wanneer nabestaanden bezwaar maakten gingen ze zeer ruw met de stoffelijke resten om.
In 1811 was Veere zozeer ontvolkt en was de gereformeerde gemeente zo klein geworden dat men de intussen zeer vervallen Grote Kerk niet meer wilde gebruiken. Men trok zich terug in de zuid- en middenbeuk van de Kleine Kerk in het koor. In dat jaar werd het laatste kerkmeubilair uit de inmiddels vervallen kerk gehaald. De kleine Nederduits Hervormde Gemeente verhuisde naar de naastgelegen Kleine Kerk.
Het avondmaalszilver van de Schotse protestantse gemeente is bewaard gebleven en bevindt zich in de anglicaanse kathedraal van Manchester. Het liturgische vaatwerk van de Franstalige gemeente werd na de opheffing van die gemeente in 1817 door de Nederduits Hervormde Gemeente gebruikt. De preekstoel werd aan de protestantse kerk van Westkapelle verkocht. Het orgel ging naar de lutherse kerk in Groede.

### De Grote Kerk in het Koninkrijk der Nederlanden

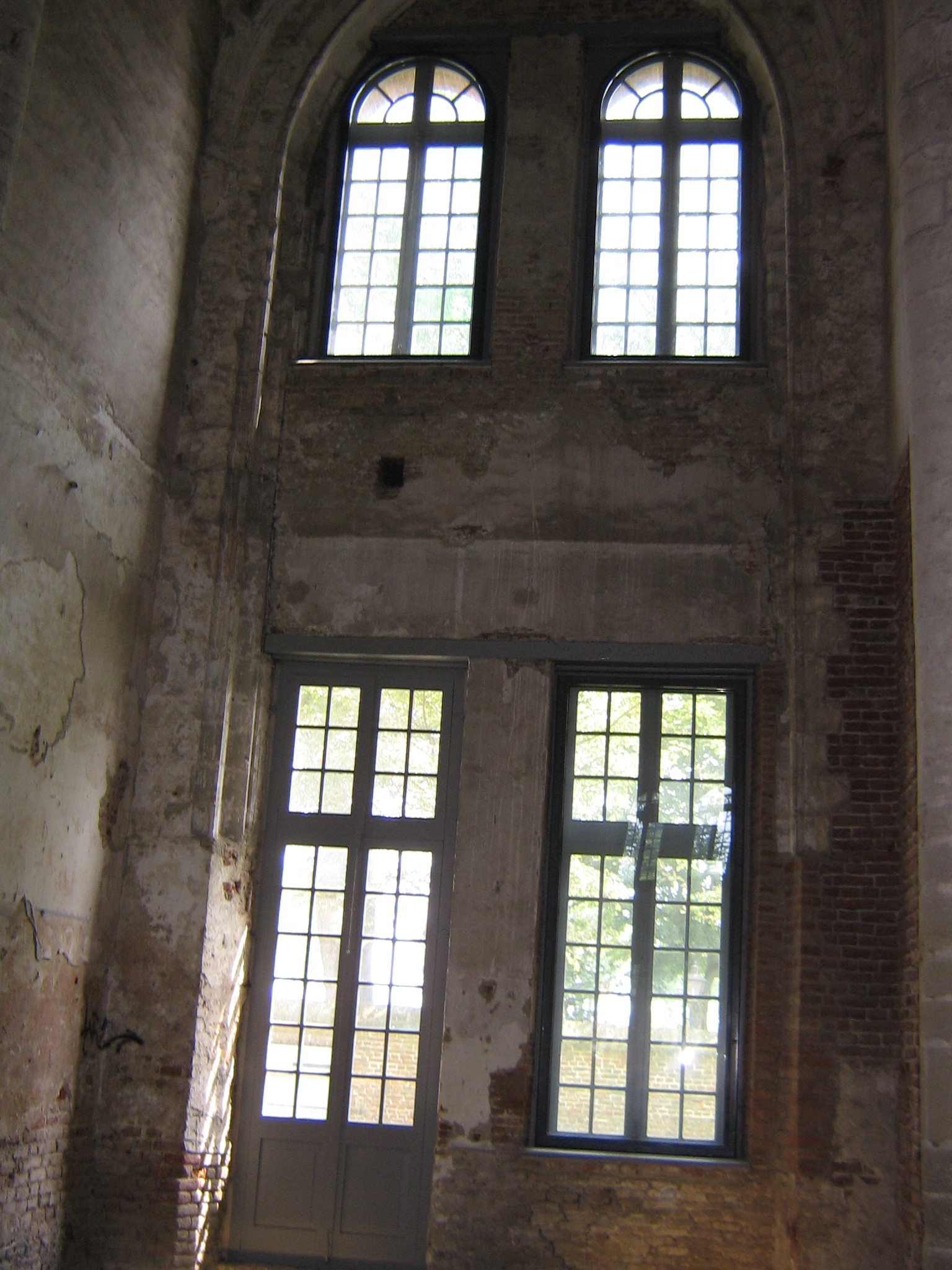
Waar ooit grote vensters zaten zijn deze later in kleinere verdeeld, toen de kerk als militair hospitaal dienstdeed en ze in verdiepingen verdeeld werd.

Na het vertrek van de Fransen nam de Nederlandse Staat de kerk, met uitzondering van het koor, over en herbouwde dat tot een bedelaarsgesticht, maar in 1839 weer tot hospitaal. Jacob van Lennep en Dirk van Hogendorp bezochten de kerk in 1823 en Van Lennep beschreef Veere als een stad in het "diepste verval". Over het bedelaarshuis merkt hij op dat de honderd gedetineerden een goede behandeling genieten. Er waren geen zieken behalve de schurftlijders. De Grote Kerk was van 1823 tot 1827 het onderkomen van landlopers, weeskinderen en dronkenlappen die niet in hun eigen onderhoud konden voorzien. Men liet de inwoners zadelmaken, weven en spinnen. Een dominee gaf godsdienstonderricht.
Na 1815 mocht er niet meer in kerken worden begraven. Daarmee vielen veel inkomsten voor de kerkmeesters weg en dat bemoeilijkte het onderhoud van de kerken.
De twee beuken waren voor de lutheranen te groot en te kostbaar in onderhoud en in 1835 werd de noordbeuk verkocht aan Jacob Sonius, metselaar in Middelburg. Deze zakenman kon de stenen goed gebruiken en hij liet het bijna driehonderd jaar oude bouwwerk in 1837 slopen.
In 1840 waren er dus nog twee van de drie beuken van het koor aanwezig. In de midden- en zuidbeuk preekten nu Nederduits Hervormde dominees. De grote middenbeuk met de vier daarin aangelegde verdiepingen bleef tot 1890 een opslagplaats voor hout, handelswaar en koetsen. De kerk, sinds 1795 eigendom van het Rijk, werd door het Ministerie van Oorlog beschouwd als een deel van de militaire inrichtingen van de tot 1861 in stand gehouden vesting Veere. Toen in 1873 de Vestingwet van Weitzel werd goedgekeurd hield Veere definitief op een vesting te zijn. Het Rijk verkocht het enorme maar nutteloze bouwwerk aan de Kerkvoogdij van de Hervormde Gemeente van Veere.
Deze verkoop bracht de Grote Kerk in acuut gevaar; de kerkvoogden wilden het gebouw afbreken en de stenen en het hout verkopen. Een actie van Charles de Coster en het Zeeuwsch Genootschap der Wetenschappen zorgde ervoor dat de verkoop weer ongedaan werd gemaakt.

## Rijksmonument
Dankzij bemoeienissen van Victor de Stuers kon het gebouw als monument behouden blijven. In 1890 verwijderde men de vier aangebrachte houten verdiepingen. Het werd in dat jaar een rijksmonument. Tot 2016 bleef het  eigendom van de Staat als onderdeel van de portefeuille van de Rijksgebouwendienst.
Dat het gebouw als een belangrijk monument werd beschouwd zorgde ervoor dat het behouden bleef, maar een waardige bestemming kreeg het grootste deel van de kerk niet. Het schip werd in de loop 20e eeuw gebruikt als overdekt voetbalveld, opslag van een aannemer en een houthandel, feestzaal, militair hospitaal en na de watersnoodramp van 1953 als noodstal voor het geredde vee. Pas in de jaren 1970 kreeg de kerk een culturele bestemming. Men plaatste glazen tochthallen en moderne toiletgroepen in het kerkgebouw. De Kleine Kerk in het koor bleef in gebruik voor de eredienst door de Protestantse Kerk in Nederland.
Sinds 2016 is de Grote Kerk Veere eigendom van de stichting Monumentenbezit. Het gebouw is in 2018 grondig gerestaureerd. De kerk bleef in gebruik als cultuurpodium, is te bezoeken en de toren is te beklimmen.